# Hibiscus quattenensis
Hibiscus quattenensis là một loài thực vật có hoa thuộc họ Malvaceae.
Loài này chỉ có ở Yemen.
Môi trường sống tự nhiên của chúng là vùng cây bụi khô khu vực nhiệt đới hoặc cận nhiệt đới.